# ARFA Región Metropolitana
La Asociación Regional Fútbol Amateur (ARFA), oficialmente Asociación Región Metropolitana Fútbol Amateur, es una organización deportiva de la Región Metropolitana de Santiago, Chile. Fue fundada el 20 de noviembre de 1976 y está afiliada a la Asociación Nacional de Fútbol Amateur de Chile (ANFA).
Jurídicamente, es una corporación de derecho privado, distinta e independiente de los clubes que la integran. Cuenta con escuelas de fútbol y clínicas deportivas. Esta asociación cuenta con 47 asociaciones afiliadas y está conformada por 612 clubes y un total de 123 959 jugadores inscritos.

## Directiva
- Presidente: Luis Oliva Vargas
- Vicepresidente: Héctor Mella Aguilera
- Secretario General: Carlos Zúñiga Morales
- Tesorero: Pedro Poblete Leiva
- Director: Omar Pérez Soto

## Asociaciones locales
- Asociación de Buín
- Asociación Calera de Tango
- Asociación Cardenal Caro
- Asociación Cerrillos
- Asociación Cerro Navia
- Asociación El Monte
- Asociación Deportiva El Pinar
- Asociación General José Velásquez
- Asociación Histórica de Renca
- Asociación Deportiva de Huelquén
- Asociación Independiente de Peñaflor
- Asociación Deportiva La Cisterna
- Asociación Lampa
- Asociación Deportiva de Las Condes
- Asociación Deportiva de Lo Barnechea
- Asociación Lo Franco
- Asociación Maipú
- Asociación Deportiva de Nos
- Asociación Ñuñoa
- Asociación Presidente Freí
- Asociación de fútbol Providencia
- Asociación Provincial Chacabuco
- Asociación Puente Alto
- Asociación Quilicura
- Asociación Quinta Normal
- Asociación Recoleta-Huechuraba
- Asociación Deportiva de Renca
- Asociación Rural de Curacaví
- Asociación San Joaquín Oriente
- Asociación Talagante
- Asociación Villa Sur